# Kuźmyna Hrebla
Kuźmyna Hrebla (ukr. Кузьмина Гребля) – wieś na Ukrainie, w obwodzie czerkaskim, w rejonie humańskim, w hromadzie Chrystyniwka. W 2001 liczyła 1367 mieszkańców, spośród których 1306 wskazało jako ojczysty język ukraiński, 23 rosyjski, 5 mołdawski, 1 białoruski, a 2 inny.